# The Bootleggers
The Bootleggers è un film del 1922 diretto da Roy Sheldon.
Il film venne distribuito in sala nell'aprile del 1922 dal Film Booking Offices of America (FBO).

## Trama
Helen Barnes è una povera commessa che si prende cura della sorella, una ragazza malaticcia e molto delicata. José Fernand, capo di una banda di contrabbandieri, ha delle mire su Helen e, con l'aiuto di Olive Wood, un'avventuriera, riesce ad attirare su uno yacht le due sorelle, con la scusa di una crociera. Una volta a bordo, Helen viene aggredita dall'uomo; lei cerca rifugio dal radiotelegrafista, mentre un uragano si abbatto sull'imbarcazione che riesce a mandare un SOS prima di affondare.
Una nave da crociera riceve il messaggio e si reca sul luogo del naufragio. In aereo, arriva anche Jack Seville, un pilota innamorato di Helen, che ritrova le sorelle insieme a Fernand su un'isoletta disabitata, dove i naufraghi hanno trovato rifugio. Dopo una lotta tra Jack e Fernand, giungono i soccorsi e tutto il gruppo viene tratto in salvo.

## Produzione
Il film fu prodotto dalla Al Gilbert Film Productions e dalla Producers Security Corporation.

## Distribuzione
Distribuito dalla Film Booking Offices of America e Wid Gunning Inc., uscì nelle sale cinematografiche USA nell'aprile 1922.